# أربيان شفاف
أربيان شفاف (الاسم العلمي: Anthemis hyalina) هو نوع نباتي يتبع جنس الأربيان من الفصيلة النجمية.

## الموئل والانتشار
في بلاد الشام.